# Viderup slot
Viderup (før 1658 dansk: Hviderup slot) er et slot i Gårdstånga socken i Eslövs kommun, Skåne.
Slottet blev bygget i begyndelsen af 1600-tallet af Anna Brahe. Hovedbygningen er en renæssancebygning på to etager, der sammen med to enetages længer omkranser gårdspladsen, der er åben mod nord. Slottet ligger på en rektangulær fæstningsø med brede voldgrave, som får sit vand fra Kävlingeån. Slottet er i store træk bevaret til vor tid.

## Historie
I 1500-tallet havde slægten Parsberg Gårdstånge Len (senere del af Malmøhus Len). Rigsråd Verner Parsberg (død 1567) købte i 1560-erne godset af kronen, og det blev i slægten til Christoffer Parsberg til Hviderup og Jernit (1555—1600).
I 1604 blev det solgt af Holger Jensen Ulfstand til Løberøds ejer, Steen Maltesen Sehested. Hans enke, Anna Brahe (1576-1635), byggede slottet 1617-23, og efterfulgtes som ejer af sin søstersøn Henrik Ramel den yngre på Bækkeskov og Løberød, i hvis slægt, der siden naturaliseredes som svensk adel, ejendommen forblev.